# James Lamb (1er baronnet)
James Bland Lamb, 1er baronnet (8 juin 1752 - 13 octobre 1824), né James Burges est un auteur, avocat et député.

## Jeunesse et éducation
Né James Burges, il est le fils unique de George Burges et Anne Whichnour Somerville. Sa mère est la fille de James Somerville, 12e Lord Somerville. Son père se distingue à la bataille de Culloden en capturant l'étendard de Charles Édouard Stuart et est plus tard trésorier adjoint à Gibraltar.
Il fréquente la Westminster School puis entre à l'University College d'Oxford en 1770 avant d'étudier le droit à Lincoln's Inn en 1773.

## Carrière politique
Burges est élu au Parlement comme député de Helston de 1787 à 1790. Il exerce ensuite les fonctions de sous-secrétaire d'État aux Affaires étrangères entre 1789 et 1795 avant de devenir baronnet le 21 octobre 1795 et chevalier maréchal de la maison de sa majesté en novembre de la même année où il joue un rôle important dans le couronnement de George IV.

## Écriture et poésie
Burges est un écrivain ambitieux et productif. Il est bien établi et est un ami de William Cumberland et de John Graves Simcoe et mécène de Thomas Dermody. Il est lié par mariage à Lord Byron. Il écrit la musique de l'Ode aux passions de William Collins et écrit le prologue de Vortigern et Rowena (1796).
Il écrit de longs poèmes. La Naissance et le triomphe de l'amour  est publié en 1796 mais ce poème de 16 000 vers est très mal reçu. Il est cité comme un projet connu pour son manque de succès. Malgré l'ignominie, Burges dispose toujours d'un prestige et de fonds lui permettant de s'adonner à ses intérêts littéraires. Il écrit une introduction pour le faux shakespearien de William Henry Ireland. Burges continue à publier de la poésie et une de ses pièces est jouée à Drury Lane. En dépit d'être défendu par Lord Byron, aucune autre pièce n'a suivi.
Il écrit une introduction à une édition ultérieure de la suite de Pilgrim's Progress, Progress of the Pilgrim Good-Intent in Jacobinical Times. Dans cette introduction, il révèle que le véritable auteur de l'ouvrage est sa sœur douée Mary Ann Burges.

## Famille
Burges se marie trois fois. Il épouse Elizabeth Noel, deuxième fille d'Edward Noel, 1er vicomte Wentworth en 1777 mais n'ont aucun enfant. Il se remarie avec Anne, troisième fille du lieutenant-colonel Lewis Charles Montolieu, baron de St Hippolite et a :
- Charles Montolieu (1785-1864), 2e baronnet.
- Wentworth Noel (né le 30 décembre 1792), enseigne dans les Coldstream Guards, il est tué lors du Siège de Burgos en 1812 pendant la guerre d'Espagne[7]
- Somerville Waldemar (né le 7 mars 1794), enseigne au Grenadier Guards, perd une jambe à la bataille de Waterloo en 1815[7]. En 1821, il épouse Mademoiselle Mélanie-Marianne Meray, fille du capitaine Meray, de l'armée française[6].
- Clara Maria (d. 4 février 1821).
- Emilia Charlotte, qui épouse le major-général Hugh Halkett le 25 mai 1810.
- Caroline Eliza Anne (d. 20 novembre 1863).
- Sophie Anne (d.11 octobre 1858), qui épouse Warburton Davies le 21 décembre 1821.
- Julia Octavia (d. 28 octobre 1826).

En 1812, il se marie pour la troisième fois à Margaret Fordyce, veuve d'Alexander Fordyce et fille de James Lindsay (5e comte de Balcarres). Le couple n'a pas d'enfants .
Le 25 octobre 1821, son nom est légalement changé en James Bland Lamb par licence royale.

## Ouvrages
- Heroic epistle from Serjeant Bradshaw to John Dunning. 1780.
- Considerations on the law of insolvency. 1783.
- A letter to the Earl of Effingham. 1783.
- Address to the country gentlemen of England. 1789.
- Letters on the Spanish aggression at Nootka. 1790.
- Narrative of the negotiation between France and Spain in 1790. 1790.
- Alfred's letters: a review of the political state of Europe. 1792.
- Richard the first: a poem in eighteen books. 2 vols, 1801.
- The exodiad [avec Richard Cumberland. 1807, 1808.
- Riches, or the wife and brother: a play. 1810.
- Songs, duets, etc. in Tricks upon travellers, a comic opera. 1810.
- Dramas. 2 vols, 1817.
- The dragon knight: a poem in twelve cantos. 1818.
- Reasons in favour of a new translation of the holy scriptures. 1819.
- An inquiry into the procrastination attributed to the House of Lords. 1824.
- Selections from the letters and correspondence, ed. Hutton. 1885.